# Persone di nome Wojciech
| Questa pagina contiene informazioni ricavate automaticamente dalle voci biografiche con l'ausilio del template Bio e di un bot. L'aggiornamento è periodico e automatico e ricostruisce completamente la pagina. Se manca una persona in questa lista, sei pregato di non aggiungerla, ma accertati piuttosto che la sua voce biografica contenga il template Bio e che i dati anagrafici siano correttamente compilati. Se il template Bio manca, inseriscilo tu stesso o, in alternativa, metti l'avviso {{tmp\|Bio}} che ne segnala la mancanza. Se i dati riportati sono sbagliati, correggi direttamente la voce biografica; le modifiche saranno visibili in questa lista entro pochi giorni. Per chiarimenti vedi il progetto antroponimi. La lista contiene solo le 57 persone che sono citate nell'enciclopedia e per le quali è stato implementato correttamente il template Bio. Pagina aggiornata al 16 ott 2024. |

Questa è una lista di persone presenti nell'enciclopedia che hanno il prenome Wojciech, suddivise per attività principale.

## Allenatori di calcio(1)
- Wojciech Stawowy, allenatore di calcio e dirigente sportivo polacco (Cracovia, n. 1966)

## Allenatori di pallacanestro(1)
- Wojciech Kamiński, allenatore di pallacanestro e ex cestista polacco (n. 1974)

## Altisti(1)
- Wojciech Theiner, ex altista polacco (Ruda Śląska, n. 1986)

## Arcivescovi cattolici(2)
- Wojciech Jastrzębiec, arcivescovo cattolico polacco (Łubnice, n. 1362 - † 1436)
- Wojciech Polak, arcivescovo cattolico polacco (Inowrocław, n. 1964)

## Attori(1)
- Wojciech Pszoniak, attore polacco (Leopoli, n. 1942 - Varsavia, † 2020)

## Attori teatrali(1)
- Wojciech Bogusławski, attore teatrale, direttore teatrale e drammaturgo polacco (Glinno, n. 1757 - Varsavia, † 1829)

## Biatleti(1)
- Wojciech Kozub, ex biatleta polacco (Czarny Dunajec, n. 1976)

## Calciatori(8)
- Wojciech Golla, calciatore polacco (Złotów, n. 1992)
- Wojciech Kowalczyk, ex calciatore polacco (n. 1972)
- Wojciech Kowalewski, ex calciatore polacco (Białystok, n. 1977)
- Wojciech Łobodziński, ex calciatore polacco (Bydgoszcz, n. 1982)
- Wojciech Rudy, ex calciatore polacco (Katowice, n. 1952)
- Wojciech Szala, ex calciatore polacco (Piotrków Trybunalski, n. 1976)
- Wojciech Szczęsny, calciatore polacco (Varsavia, n. 1990)
- Wojciech Szymanek, ex calciatore polacco (Varsavia, n. 1982)

## Canoisti(1)
- Wojciech Kurpiewski, canoista polacco (Nowy Dwór Mazowiecki, n. 1966 - † 2016)

## Cestisti(5)
- Wojciech Barycz, ex cestista polacco (Mikołów, n. 1984)
- Wojciech Czerlonko, cestista polacco (Danzica, n. 1995)
- Wojciech Fiedorczuk, ex cestista polacco (Łódź, n. 1956)
- Wojciech Królik, ex cestista e allenatore di pallacanestro polacco (n. 1960)
- Wojciech Rosiński, ex cestista polacco (Inowrocław, n. 1955)

## Compositori(1)
- Wojciech Kilar, compositore polacco (Leopoli, n. 1932 - Katowice, † 2013)

## Dirigenti sportivi(1)
- Wojciech Gajewski, dirigente sportivo e ex sciatore alpino polacco (n. 1954)

## Fisici(1)
- Wojciech Rubinowicz, fisico polacco (Sadhora, n. 1889 - Varsavia, † 1974)

## Generali(1)
- Wojciech Chrzanowski, generale e cartografo polacco (Biskupice, n. 1793 - Parigi, † 1861)

## Giornalisti(2)
- Wojciech Korfanty, giornalista, politico e attivista polacco (Siemianowice Śląskie, n. 1873 - Varsavia, † 1939)
- Wojciech Płocharski, giornalista, scrittore e compositore polacco (n. 1964)

## Informatici(1)
- Wojciech Bakun, informatico e politico polacco (Przemyśl, n. 1981)

## Martellisti(1)
- Wojciech Nowicki, martellista polacco (Białystok, n. 1989)

## Musicisti(1)
- Wojciech Bobowski, musicista, poeta e pittore polacco (Bobowa, n. 1610 - † 1675)

## Nuotatori(1)
- Wojciech Wojdak, ex nuotatore polacco (Brzesko, n. 1996)

## Pallavolisti(2)
- Wojciech Grzyb, pallavolista polacco (Olsztyn, n. 1981)
- Wojciech Włodarczyk, pallavolista polacco (Andrychów, n. 1990)

## Pianisti(2)
- Wojciech Waleczek, pianista polacco (Pyskowice, n. 1980)
- Wojciech Żywny, pianista e insegnante polacco (Mšeno, n. 1756 - Varsavia, † 1842)

## Pistard(1)
- Wojciech Pszczolarski, pistard e ciclista su strada polacco (Breslavia, n. 1991)

## Pittori(4)
- Wojciech Gerson, pittore polacco (n. 1831 - † 1901)
- Wojciech Kossak, pittore polacco (Parigi, n. 1856 - Cracovia, † 1942)
- Wojciech Stattler, pittore polacco (Cracovia, n. 1800 - Varsavia, † 1875)
- Wojciech Weiss, pittore e disegnatore polacco (Leorda, n. 1875 - Cracovia, † 1950)

## Poeti(1)
- Wojciech Młynarski, poeta, regista e compositore polacco (Varsavia, n. 1941 - Varsavia, † 2017)

## Politici(3)
- Wojciech Bartelski, politico polacco (Varsavia, n. 1977)
- Wojciech Jaruzelski, politico e generale polacco (Kurów, n. 1923 - Varsavia, † 2014)
- Wojciech Trąmpczyński, politico polacco (Dębłowo, n. 1860 - Poznań, † 1953)

## Pugili(1)
- Wojciech Bartnik, ex pugile polacco (Oleśnica, n. 1967)

## Rapper(1)
- Schafter, rapper polacco (Racibórz, n. 2003)

## Registi(3)
- Wojciech Has, regista e sceneggiatore polacco (Cracovia, n. 1925 - Łódź, † 2000)
- Wojciech Marczewski, regista e sceneggiatore polacco (Łódź, n. 1944)
- Wojciech Smarzowski, regista e sceneggiatore polacco (Korczyna, n. 1963)

## Saltatori con gli sci(2)
- Wojciech Fortuna, ex saltatore con gli sci polacco (Zakopane, n. 1952)
- Wojciech Skupień, ex saltatore con gli sci polacco (Zakopane, n. 1976)

## Schermidori(2)
- Wojciech Szuchnicki, schermidore polacco (Danzica, n. 1976)
- Wojciech Zabłocki, schermidore polacco (Varsavia, n. 1930 - † 2020)

## Scultori(1)
- Wojciech Gryniewicz, scultore polacco (Bydgoszcz, n. 1946)

## Slittinisti(1)
- Wojciech Chmielewski, slittinista polacco (Kowary, n. 1995)

## Tennisti(1)
- Wojciech Fibak, ex tennista polacco (Poznań, n. 1952)